# Bryan Namoff
Bryan Namoff (Carson City, 28 maggio 1979) è un ex calciatore statunitense, di ruolo difensore.

## Palmarès

### Club
- Campionato MLS: 1

D.C. United: 2004
- MLS Supporters' Shield: 2

D.C. United: 2006, 2007
- Lamar Hunt U.S. Open Cup: 1

D.C. United: 2008